# Колчиґлувкі
Колчиґлувкі (пол. Kołczygłówki, нім. Neu Kolziglow) — село в Польщі, у гміні Колчиґлови Битівського повіту Поморського воєводства.
Населення — 294 особи (2011).
У 1975-1998 роках село належало до Слупського воєводства.

## Демографія
Демографічна структура станом на 31 березня 2011 року:
|          | Загалом | Допрацездатний вік | Працездатний вік | Постпрацездатний вік |
| -------- | ------- | ------------------ | ---------------- | -------------------- |
| Чоловіки | 150     | 39                 | 100              | 11                   |
| Жінки    | 144     | 38                 | 75               | 31                   |
| Разом    | 294     | 77                 | 175              | 42                   |